# Springfield (Virginie)
Springfield je město (oficiálně pouze census-designated place, CDP) v okrese Fairfax County v americkém státě ve státě Virginie. Podle Amerického úřadu pro sčítání lidu má CDP Springfield dle sčítání lidu provedeného v roce 2010 populaci 30 484. Domům a podnikům v okolí tohoto CDP, včetně městeček North Springfield, West Springfield a Newington, je obvykle přidělena poštovní adresa „Springfield“. Počet obyvatel v celé oblasti s adresami „Springfield“ se odhaduje na více než 100 000. CDP Springfield je součástí Severní Virginie, nejlidnatějšího regionu ve Washingtonské metropolitní oblasti.
Ve stanici Franconia-Springfield končí linka Blue Line washingtonského metra.
Ve Springfieldu má sídlo softwarová firma IceWarp, Inc.